# Michel de Montaigne

Michel Eyquem de Montaigne (wym. [miʃɛl ekɛm də mõ'tɛɲ], również Michał de Montaigne; ur. 28 lutego 1533 w Château de Montaigne koło Saint-Michel-de-Montaigne, zm. 13 września 1592 tamże) – francuski pisarz i filozof-humanista; jeden z głównych przedstawicieli renesansu; 1557–1570 radca parlamentu w Bordeaux, 1581–1585 burmistrz tamże, szlachcic. Główne dzieło: Essais (Próby) wydane w 1580 r. we Francji, w 1676 r. trafiło na indeks ksiąg zakazanych. Montaigne uważany jest za twórcę eseju (od „Essais”), jako nowego gatunku literackiego.

## Życie

### Młodość
Michel Montaigne urodził się w 1533 roku na zamku Montaigne. Pochodził z rodziny kupców z Bordeaux o nazwisku Eyguem. Dopiero jego pradziadek zakupił posiadłość ziemską i zamek w Montaigne w prowincji Périgord. Michel był pierwszym z Eyguemów, który zarzucił stare nazwisko i zaczął używać jako nazwiska nazwy zamku. Jego ojciec Pierre Eyguem prowadził już szlachecki tryb życia. Wiele lat spędził we Włoszech, towarzysząc królowi Franciszkowi I w jego wyprawach wojennych. Utwierdził w ten sposób swoje szlachectwo i nawiązał liczne znajomości wśród dostojników państwowych. Lata spędzone we Włoszech zaowocowały również fascynacją nowymi prądami umysłowymi. Najstarszego syna postanowił wychować w całkiem nowy sposób.
Michel otrzymał jako rodziców chrzestnych ludzi najuboższych, a na okres karmienia został oddany na wieś, aby związać go z warstwą społecznie najniższą. Kiedy zaczął mówić, ojciec sprowadził wychowawcę Niemca, który nie mówił po francusku, znakomitego latynistę. Po łacinie musieli też zwracać się do dziecka domownicy i służba. Aby zapewnić synowi swobodny rozwój ojciec wychowywał go w duchu łagodności, bez stosowania przymusu. Nie stosował kar cielesnych, a nawet, by unikać szkodliwego wstrząsu, nakazał budzić syna łagodnymi dźwiękami muzyki. W wieku sześciu lat Michel został oddany do kolegium w Bordeaux, w tym czasie prawdopodobnie najlepszej szkoły we Francji. Na specjalne życzenie ojca Michel został zwolniony z wielu przepisów regulaminu i otoczony opieką prywatnych nauczycieli. Ze względu na znakomitą znajomość łaciny został przyjęty do jednej z wyższych klas. Ponieważ nie znał francuskiego, nie nawiązał kontaktu z rówieśnikami, nie mógł też czytać popularnych wówczas powieści rycerskich. Jego pierwszymi lekturami stały się Metamorfozy Owidiusza, Eneida Wergiliusza oraz komedie Terencjusza i Plauta. Grał też w łacińskich tragediach pisanych przez jego profesorów.

### Studia

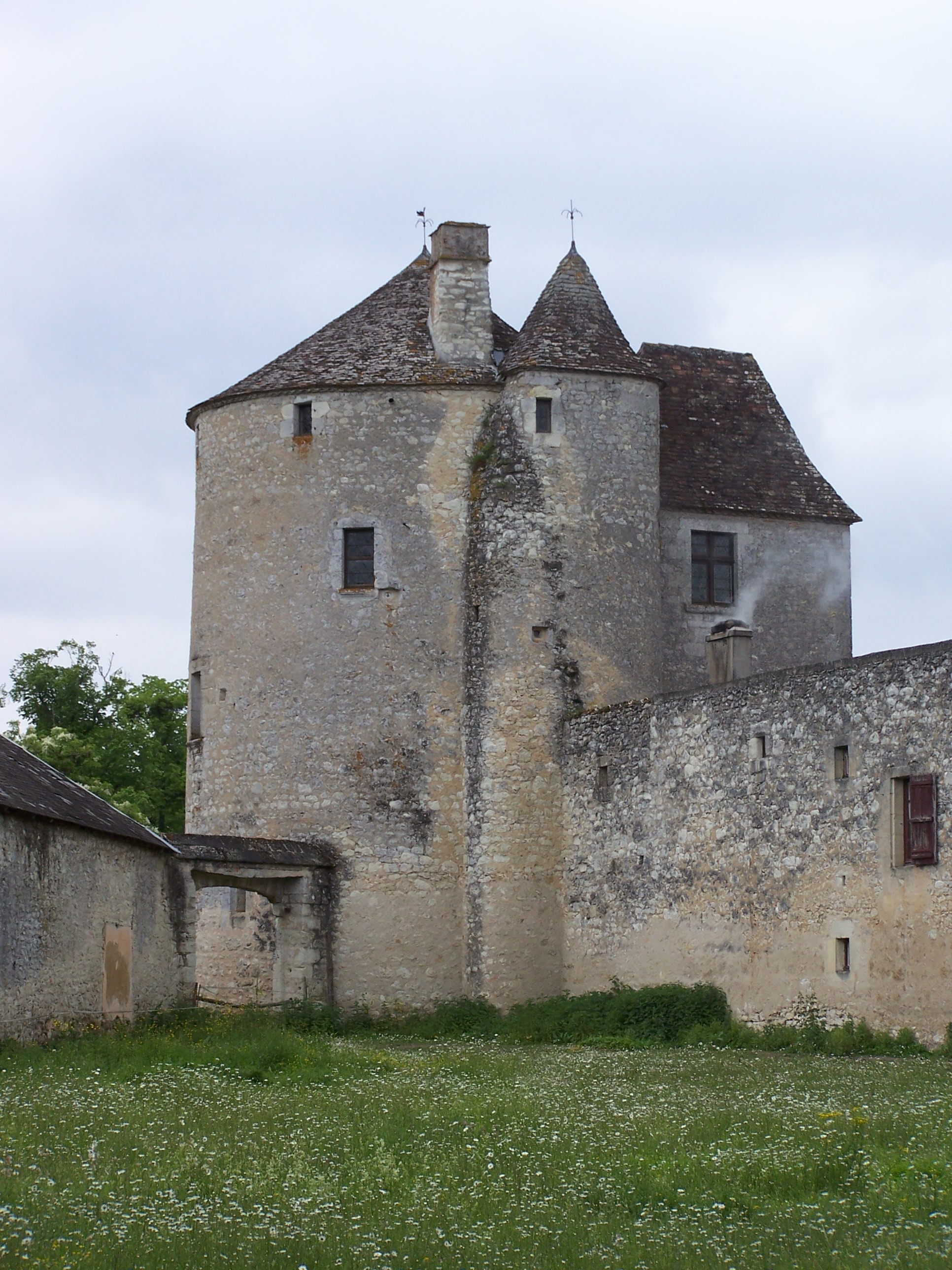
Wieża w murze zamku Montaigne, ocalała z pożaru w 1885 roku, w której mieściła się biblioteka pisarza

Po ukończeniu kolegium Montaigne prawdopodobnie jeszcze przez dwa lata pozostał w Bordeaux, gdzie uczęszczał na wykłady wydziału sztuk wyzwolonych, czyli filozofii, które prowadzili jego nauczyciele z kolegium: Antoine de Gouveia, Nicolas de Grouchy i Marc Antoine Muret.
Po ukończeniu nauki w Bordeaux Montaigne uzupełnił swoje wykształcenie studiami w Paryżu. Nie wiadomo dokładnie, kiedy miał miejsce jego pierwszy pobyt w Paryżu. Wiadomo natomiast, że uczył się wówczas u Adriana Turnèbe, filologa klasycznego, którego wielokrotnie wspomina w Próbach jako swego mistrza. Turnèbe był komentatorem sceptyckiego traktatu Cycerona Academia i Lukrecjusza O naturze wszechrzeczy, autorów bardzo często cytowanych w Próbach. Poprzez Turnèbe’a poznał też zapewne Montaigne Ronsarda i du Bellaya. Wiadomo również, że słuchał wykładów lekarza królewskiego Sylviusa oraz że znacząco oddziałało na niego nauczanie Guy de Brèsa, głośnego wówczas przedstawiciela sceptycyzmu.
Celem jego pobytu w Paryżu nie były wyłącznie studia, ale w równym stopniu przygotowanie sobie drogi do przyszłej kariery. W Paryżu poznał m.in. marszałka Piotra Strozziego, kanclerza Franciszka Oliviera, kanclerza Michała de L’Hospital. Sporo czasu poświęcał też życiu towarzyskiemu i rozrywkom.

### Publiczne obowiązki
Przebywając w Paryżu Montaigne poznał osobiście króla Henryka II (1547–1559). Towarzyszył wraz z dworem Franciszkowi II (1559–1560) w jego podróży do Włoch. Na początku panowania Karola IX (1560–1574) wziął udział w jego wyprawie przeciwko miastu Rouen (1562). W Rouen spotkał Indian przywiezionych z Ameryki Południowej, co opisze potem w Próbach w rozdziale O kanibalach. Dwukrotnie jeszcze znalazł się w armii. W 1574 roku u boku księcia Ludwika III de Montpensier w obozie pod Saint-Hermin i w 1580 roku podczas oblężenia miasta La Fère. Najbliższe związki łączyły go z królem Henrykiem III (1574–1589), który powierzał mu ważne misje dyplomatyczne i zatwierdził jego wybór na burmistrza Bordeaux. Gdy w 1580 roku ukazało się pierwsze wydanie Prób, Montaigne osobiście wręczył egzemplarz dzieła królowi. Politycznie pozostał do końca życia związany z dworem królewskim, ratunek dla kraju niszczonego wojnami religijnymi widząc w mocnej władzy królewskiej i tradycyjnej religii.
Zanim osiadł w Montaigne przez 14 lat pełnił rozmaite funkcje w sądownictwie. Po objęciu przez ojca urzędu burmistrza Bordeaux, który zrezygnował na rzecz syna z funkcji w sądownictwie, w wieku 21 lat Montaigne został rajcą trybunału podatkowego w Périgueux, stolicy rodzinnej prowincji Périgord. W 1577 roku sąd ten został przyłączony do parlamentu w Bordeaux. Montaigne nie lubił pracy w sądownictwie. Wydawanie surowych niejednokrotnie wyroków raziło jego wrażliwość. W okresie sprawowania funkcji sądowych głównie podróżował. Najważniejszym wydarzeniem z tego okresu była przyjaźń z kolegą z sądu, poetą Szczepanem de La Boétie. Połączył ich podziw dla starożytności, umiłowanie antycznego ideału wolności i podobne poglądy polityczne. Nagła śmierć La Boétiego w 1563 roku przerwała tę przyjaźń. Montaigne pozostawił piękne wspomnienie o przyjacielu w poświęconym mu rozdziale O przyjaźni. W 1565 roku ożenił się, miał kilka córek, z których tylko jedna go przeżyła. Po śmierci ojca w 1568 roku Montaigne osiadł w rodzinnym majątku i w 1570 roku zrezygnował ze stanowiska radcy w Parlamencie w Bordeaux. W marcu 1571 roku ostatecznie rozstał się z pracą w sądownictwie.

### Dziedzic Montaigne

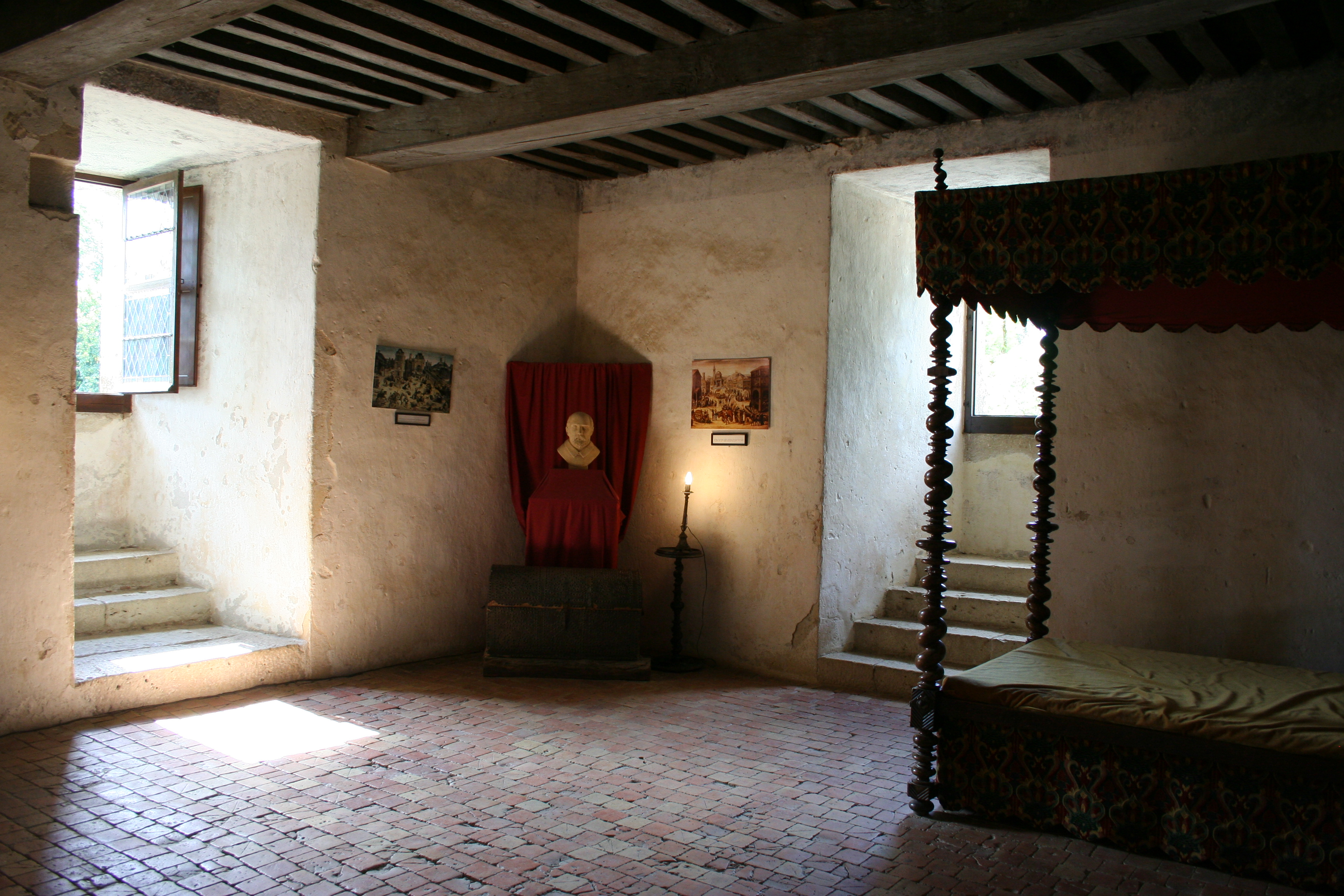
Pokój Montaigne’a w jego wieży

Osiadłszy w Montaigne pisarz przygotował sobie miejsce do pracy w stanowiącej część murów obronnych zamku dwupiętrowej wieży. Wieża na parterze mieściła kaplicę, na pierwszym piętrze – izbę mieszkalną, a na drugim piętrze – pracownię. Wzdłuż ścian pracowni Montaigne umieścił swój księgozbiór, a na belkowaniu podtrzymującym strop pięćdziesiąt siedem sentencji łacińskich i greckich szczególnie mu drogich. Księgozbiór Montaigne’a należał do najbogatszych bibliotek prywatnych tych czasów. Liczył około tysiąca tomów, głównie ksiąg historycznych, pamiętników, dzieł geograficznych, filozoficznych, moralnych i politycznych, głównie autorów łacińskich, rzadziej greckich, włoskich, neołacińskich i francuskich, nadto Biblię, dzieła świętego Augustyna, z dzieł naukowych trafiła tam tylko Historia naturalis Pliniusza. Pomiędzy 1571 a 1580 rokiem powstały tu dwie pierwsze księgi Prób. W 1588 roku uzupełniła je księga trzecia o charakterze bardziej autobiograficznym i kilkaset uzupełnień do ksiąg poprzednich.

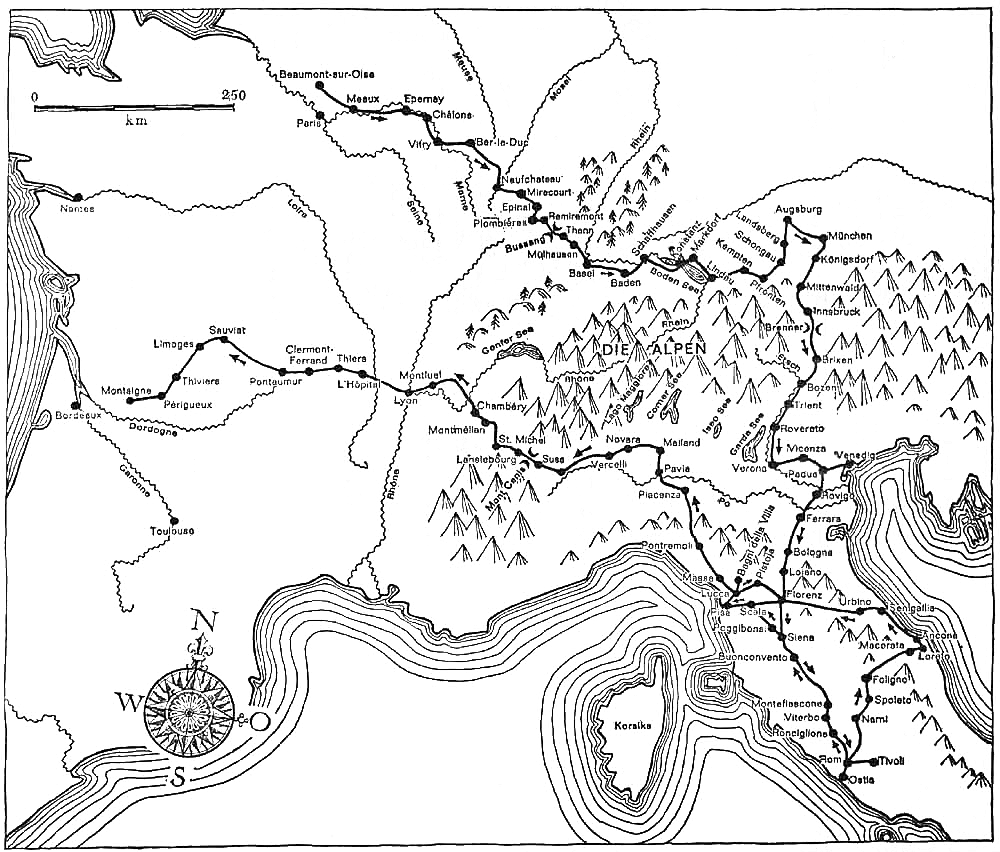
Podróż do Włoch przez Michela de Montaigne 1580-1581

Lata 70. XVI wieku były we Francji okresem szczególnie zajadłych walk religijnych. Montaigne kilkakrotnie mediował między zwaśnionymi obozami. Umieszczoną w trzecim tomie Prób Apologię Rajmunda Sebond dedykował Małgorzacie Valois, siostrze króla Henryka III, a żonie wodza protestantów, króla Nawarry Henryka, który w 1577 roku mianował Montaigne’a swym szambelanem.
W 1580 roku Montaigne udał się w trwającą rok podróż do Włoch. Po drodze zwiedził Niemcy, Szwajcarię i Tyrol austriacki. Ukoronowaniem jego pielgrzymki śladami zabytków starożytności, było zwiedzanie Rzymu i uzyskanie przezeń obywatelstwa tego miasta. W Rzymie został przyjęty na specjalnej audiencji przez papieża Grzegorza XIII, poddał też cenzurze kościelnej swoje dzieło. Podczas pobytu w wiecznym mieście zainteresował się też mocno rzymskimi ceremoniami Wielkiego Tygodnia. Podróż miała również charakter leczniczy. Montaigne od lat cierpiał na kamicę nerkową, odwiedzał więc po drodze miejscowości słynące z wód leczniczych. Przebywając w uzdrowisku Bagni della Villa pod Florencją otrzymał wiadomość o wyborze na burmistrza Bordeaux.

### Schyłek życia
Urząd burmistrza pełnił Montaigne przez dwie kadencje. W trakcie trwania drugiej kadencji sytuacja w mieście bardzo się skomplikowała. Skrajne stronnictwo katolickie zwane Ligą popadło w konflikt z królem i próbowało opanować miasto. Montaigne’owi udało się jednak utrzymać je w posłuszeństwie królowi. Gdy w lecie 1585 roku wybuchła w mieście zaraza, Montaigne, któremu kończyła się kadencja, był już w mieście nieobecny i nie wrócił nawet na wybory swego następcy.
Uwolniwszy się od obowiązków burmistrza Montaigne oddał się pisaniu trzeciej księgi Prób. Wojna o sukcesję po Henryku III, w związku z wygaśnięciem dynastii Walezjuszów, nie oszczędziła stron rodzinnych pisarza. Kilkukrotnie w obawie o własne życie chronił się wraz z rodziną u znajomych. Pod koniec życia Montaigne zaprzyjaźnił się z młodą szlachcianką Marią de Gournay, która na prośbę wdowy po pisarzu przygotowała pośmiertne wydanie Prób. Montaigne zmarł w 1592 roku, w swoim zamku otoczony rodziną.

## Dzieło

### Geneza „Prób”

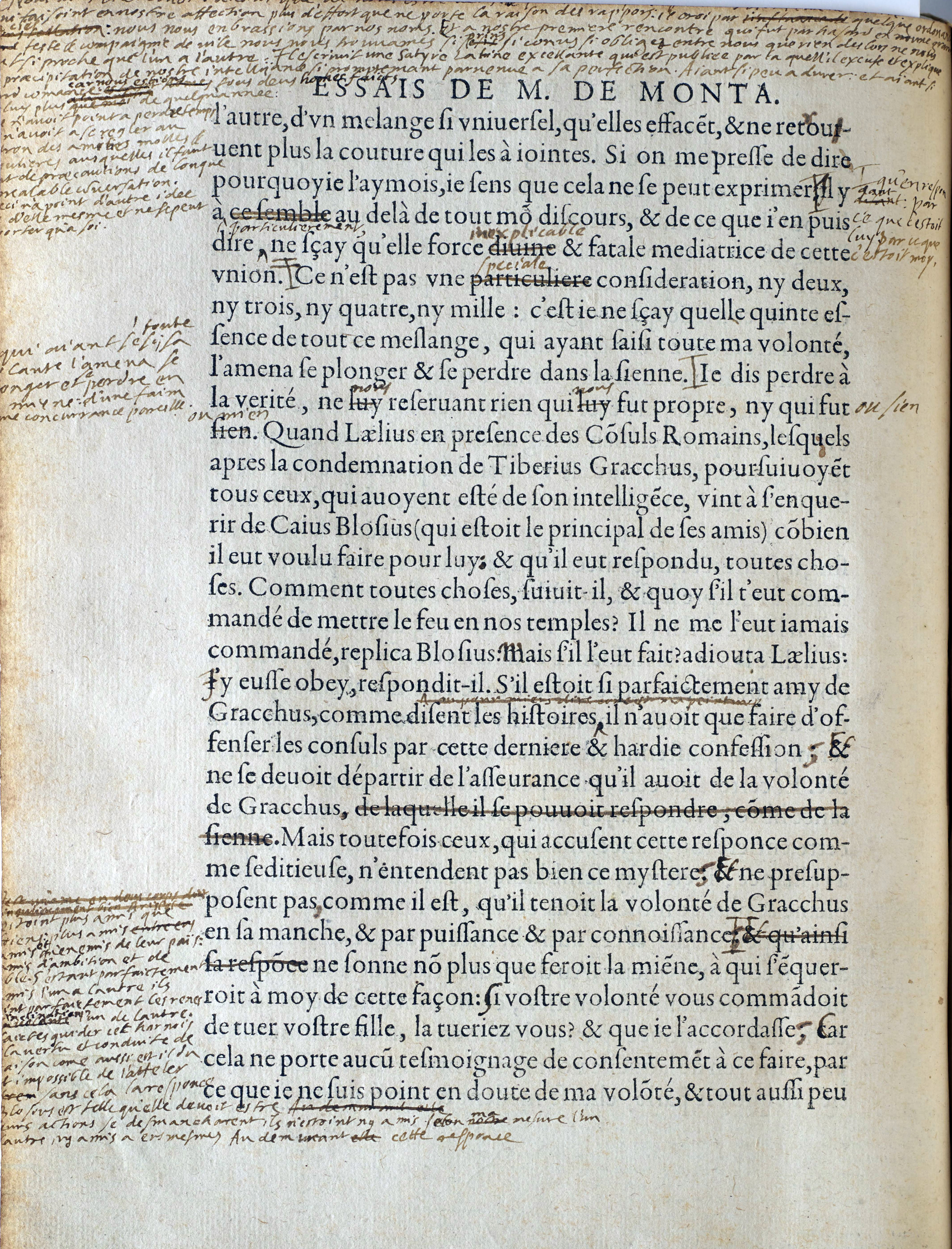
Egzemplarz z Bordeaux z poprawkami pisarza na marginesach

Montaigne wyznaje w swym utworze, że początkowo zamierzał jedynie złożyć hołd zmarłemu przyjacielowi Szczepanowi La Boetié. Napisane przezeń rozdziały miały stanowić ramę dla traktatu przyjaciela O dobrowolnej niewoli. Porzuciwszy obowiązki publiczne nie umiał jednak znaleźć spokoju ducha, zaczęły go dręczyć najdziwaczniejsze myśli, o wiele bardziej dokuczliwe niż wcześniejsze obowiązki. Powziął wówczas zamiar, by spisywać przychodzące mu do głowy myśli, w nadziei, że gdy je potem odczyta i ujrzy ich niedorzeczność zostanie od nich uwolniony. Początkowo zamierzał nadać dziełu formę listów, ostatecznie wybrał jednak formę całkiem nową, którą nazwał essais: „pierwsza próba” dzieła lub „wypróbowanie” (swych zdolności). Pierwsze rozdziały napisał w 1571 roku. W 1580 roku opublikował swe dzieło w dwóch księgach pod tytułem: Próby Pana Michała pana de Montaigne, kawalera Orderu Królewskiego i kamerdynera zwyczajnego Jego Królewskiej Mości (Essais de Messire Michel seigneur de Montaigne, Chevalier de l’Ordre du Roi, et Gentilhomme ordinaire de sa Chambre). Dzieło miało tak wielkie powodzenie, że przedrukowano je w Paryżu. W 1588 roku przy okazji piątego (lub czwartego) wydania Prób Montaigne wprowadził liczne poprawki i dodał autobiograficzną trzecią księgę. Na egzemplarzu z 1588 roku pisarz aż do śmierci nanosił poprawki, które potem stały się podstawą wydania z 1595 roku przygotowanego przez Marię de Gournay.

### Kompozycja
Najstarsze rozdziały są najkrótsze. Montaigne układa je na wzór kompilacji, bardzo wówczas popularnych (najsłynniejszą stanowią Adagia Erazma z Rotterdamu). Prawdopodobnie prowadził, jak wielu jemu współczesnych, rejestr „przykładów i maksym zaleconych przez retorykę”. Zestawia anegdoty zaczerpnięte z autorów starożytnych oraz historii średniowiecznych i współczesnych, przetykając je cytatami z poetów łacińskich i rzadziej współczesnych (Dantego, Petrarki, Ariosta). Refleksje osobiste ograniczają się do kilku linijek. Z czasem ta bezosobowość przestaje mu odpowiadać. Rozdziały stają się obszerniejsze, w czym Montaigne wzoruje się na dziełach moralnych Plutarcha, które zaczął czytać od 1572 roku we francuskim przekładzie Amyota. Za przykładem Seneki, Plutarcha, Horacego, mnoży refleksje, analizuje swoje uczucia, sięga do wspomnień.
Plan średniej długości rozdziałów przypomina rozetę, ich treść narasta wokół punktu centralnego. Montaigne podejmuje interesującą go kwestię, przechodzi od niej do innej z nią związanej, wyczerpawszy ją podejmuje następną, pokrewną poprzedniej lub powraca do głównego wątku („aby powrócić do tego co już powiedziałem”). W rozdziale O wychowaniu dzieci (Institution des enfants) najpierw zastanawia się nad wyborem wychowawcy i jego pracą, która ma polegać raczej na rozwijaniu umiejętności rozumowania niż na gromadzeniu wiedzy, następnie przechodzi do rozważań nad tym jak uczyć filozofii, by zakończyć własnymi wspomnieniami dotyczącymi znienawidzonego życia w kolegium i idealnego wychowania zaplanowanego dla niego przez ojca. W rozdziale Kanibale (Cannibales) Montaigne w formie mowy obrończej przedstawia obyczaje Indian brazylijskich, jednocześnie broni tezy o „dobrym dzikusie” („le Bon Sauvage”), doskonałości pierwotnego stanu rzeczy, wspomina o wartości, jaką ma świadectwo zmysłów, o odkryciu nowych, bogatych krajów. Nie przeszkadzają mu przerwy w opowiadaniu, odejścia od tematu, powtórzenia, byleby mógł w pełni wypowiedzieć to wszystko, co przychodzi mu na myśl.

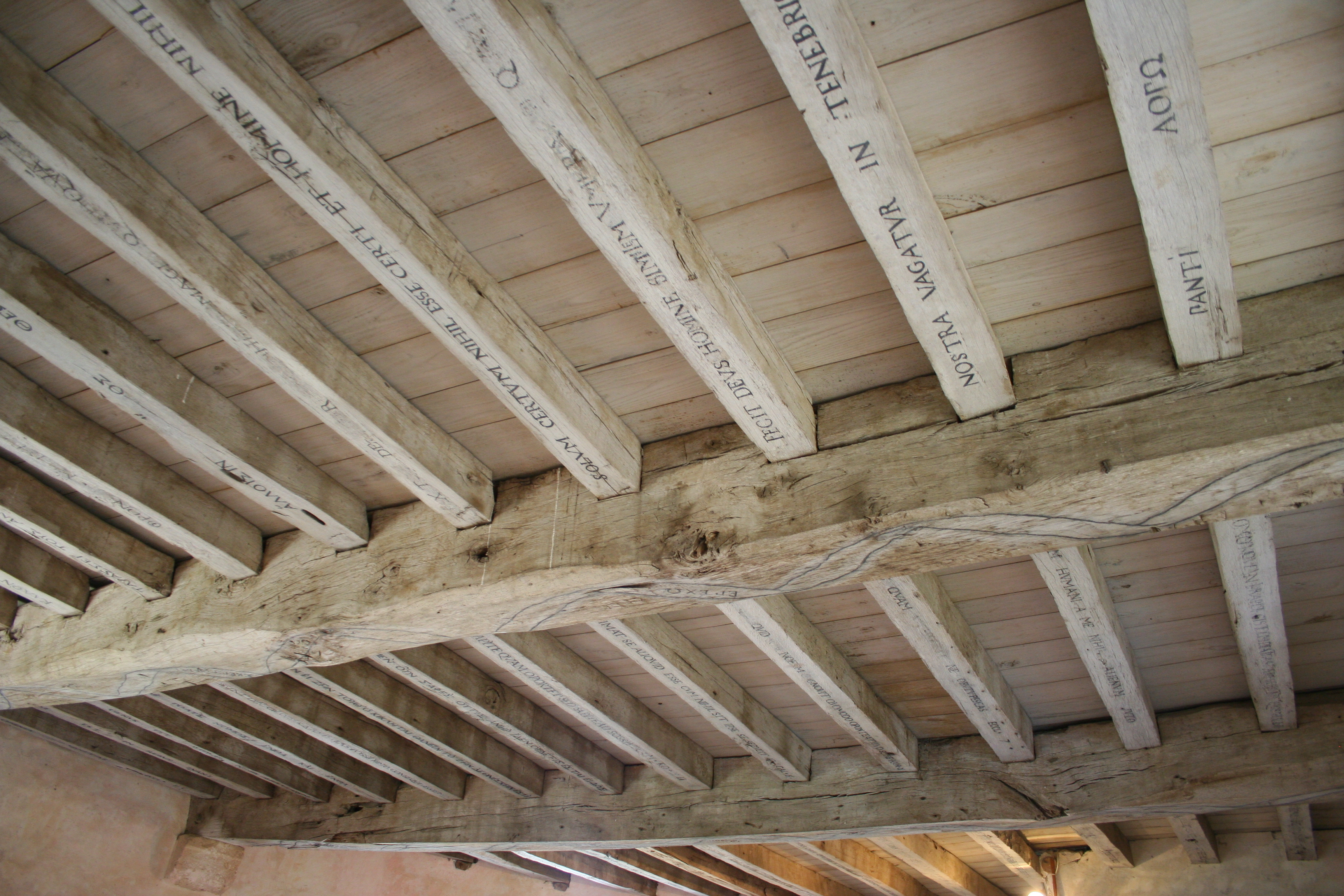
Sentencje na stropie biblioteki Montaigne’a

Przy tworzeniu trzeciej księgi, Montaigne niechętny wszelkiemu pedantyzmowi, chcąc zachować swobodę i naturalność, znamionujące szlachcica, poczyna sobie jeszcze kapryśniej, czytelnikowi zostawiając trud odkrycia pod takim czy innym tytułem prawdziwego tematu rozdziału i wątku myśli. Wątek myślowy jest teraz budowany na zasadzie motywów muzycznych. W rozdziale O pojazdach (Choches) mówi o sobie i pojazdach (ja i choroba morska, ja i strach, błąd Plutarcha odnośnie do choroby morskiej, błąd Arystotelesa w innej materii), o pojazdach cesarzy rzymskich (szalone wydatki władców, przepych igrzysk cesarskich), o niezmiernych bogactwach Meksyku i Peru (okrucieństwa Hiszpanów związane z podbojem, wysoka kultura Meksykanów), o przepychu wielkiej drogi peruwiańskiej, braku pojazdów u królów Peru. Poszczególne partie tekstu wiążą słowa: „pojazd”, „zbytek”, „Meksyk” i „Peru”.

### Charakterystyka metody twórczej
Montaigne jak nikt przed nim poddał samego siebie wnikliwej introspekcji. Badał nie tylko swoje uczucia i myśli, ale też wpływ na swój humor – trawienia, snu, choroby, złego kroku; analizując powolny powrót do świadomości po upadku z konia wprowadził do literatury tematykę podświadomości. Współcześni doceniali nowość i wartość tej metody. Port-Royal będzie mu w następnym wieku zarzucał, że odmalowuje siebie ze zbytnim upodobaniem. Montaigne powiadamia bowiem czytelnika, że niekiedy nie posługuje się łyżką i widelcem, że jego broda ma odcień kasztanowaty. Gdy współcześni mu moraliści przedstawiali człowieka w ogólności, on skupiał się na tym, którego znał najlepiej, to jest na samym sobie, twierdząc przy tym, że analiza, której dokonuje ma wartość ogólną, gdyż każdy człowiek nosi w sobie całkowitą postać ludzkiego stanu. W zmiennym świecie maluje nie byt, ale przejściowość, swoje niestałe ja, które odmienia „powiew wydarzeń”.
Od czasu opublikowania Prób wielokrotnie próbowano przypisać Montaigne’a do jakiegoś systemu filozoficznego: głównie do stoicyzmu, epikureizmu, a zwłaszcza do sceptycyzmu. W XX wieku dużą popularność zdobyła teza, dzisiaj już raczej zarzucona, o trzech okresach w jego rozwoju myślowym: stoickim, „ataku sceptycyzmu” i epikurejskim czy naturystycznym.
Montaigne niewątpliwie, jak wielu jego współczesnych zachwycał się pismami Seneki. Naśladował jego krótkie zdania, żywy styl, pełne siły sentencje. Podziwiał jego znajomość człowieka i surową moralność. Pochwalał heroiczne samobójstwo. Był jednak raczej wyznawcą Seneki niż stoikiem. Nie podzielał stoickiego zaufania do rozumu ludzkiego, odmawiał filozofii władzy uśmierzania bólu. Pisał w epoce, kiedy coraz więcej książek pozwalało poznać dziwne obyczaje różnych krajów i przeczące sobie wzajemnie doktryny filozoficzne; w epoce gwałtownych konfliktów, prowadzących do trwających latami wojen domowych. Na oczach Montaigne’a humanizm oparty na nauce i rozumie załamał się i klimat tej klęski przenikał do literatury i filozofii. W Apologii Rajmunda Sebond zamieszczonej w Próbach Montaigne wielokrotnie posługuje się słowami „wierzyć”, „przedwczesny sąd”, „zarozumiałość”, „próżność”, konkludując: Zgubą dla człowieka jest przeświadczenie, iż wie. Dlatego potępia nowinkarstwo, wytwory ludzkiej pychy rujnujące państwo i religię i mimo uprzejmych, a czasem nawet serdecznych stosunków z hugenotami, potępia herezję protestantów, zarzucając ich teologom, że zaufali samym sobie i zakreślili granice władzy Boga.

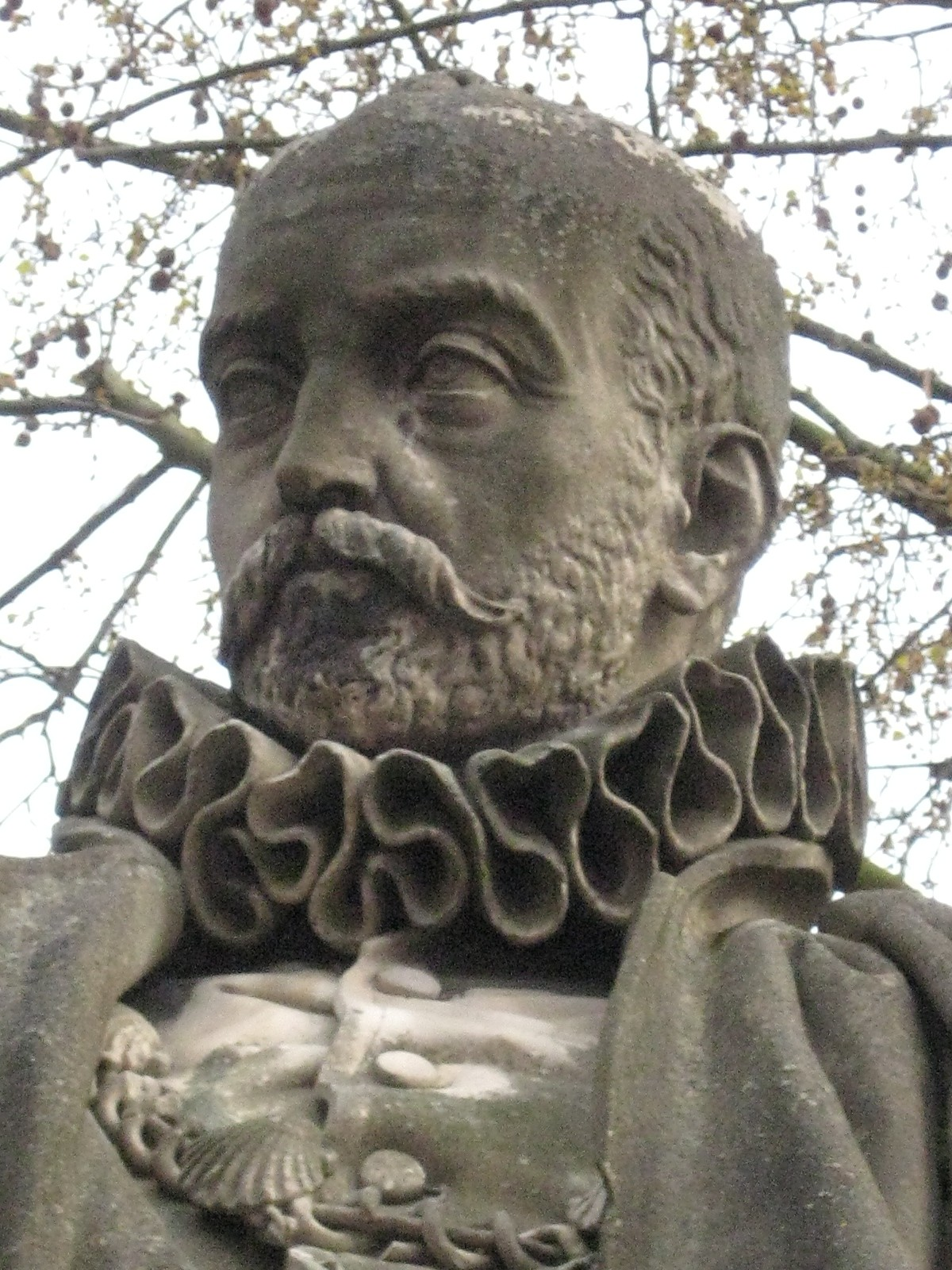
Posąg Montaigne’a na Esplande des Quinconces, Bordeaux

Jego sceptycyzm miał jasno zakreślone granice i swoisty odcień. Nie rozciągał się na zagadnienia wiary. Montaigne twierdził wręcz, że doktryna Pyrrona przygotowuje człowieka do otrzymania wiedzy boskiej. Przede wszystkim zaś oczyściwszy teren przedstawia metodę poznania i sposób życia. Montaigne każe mieć się na baczności przed przesądami i uprzedzeniami – głównymi przyczynami błędów. Zachęca do obserwacji i eksperymentowania. Zamiast szukania przyczyn zaleca badanie samych rzeczy. Przy czym interesuje go tylko poznanie człowieka. Nauki przyrodnicze, astronomia, matematyka, fascynujące współczesnych mu humanistów, są mu obojętne, w czym zbliża się do XVII-wiecznych moralistów. Odkrycia Bacona i Galileusza, odrzucające autorytet starożytnych, jako sprzeczny z wynikami obserwacji, pomija milczeniem. Wspomina teorię heliocentryczną Kopernika, ale niewiele go obchodzi czy jest prawdziwa.

### Styl
Szlachcic Montaigne pogardza metodami rozumowania i zasadami stylu nauczanymi w kolegiach. Lubi mowę żołnierską, krok poetycki, skoczny i posuwisty. Nie ukrywa jednak swojej wiedzy i umiejętności: chętnie i często cytuje autorów starożytnych, posługuje się kilkoma rodzajami stylu. Cytowani autorzy dostarczają mu myśli, sformułowań, a przede wszystkim obrazów. Często bawi się umieszczaniem cytatów w zmienionych kontekstach, przekształcając ich sens. Kiedy czyta Listy moralne do Lucyliusza Seneki jego zdania stają się krótkie, nerwowe, wyostrzają się w antytezy. Pod wpływem Tacyta pisze klarownie i dostojnie. Kiedy się gniewa lub wzrusza zdania osiągają rozmiary okresu cyceroniańskiego. Przemawiając, nie korzysta z rzymskich wzorów. Jego ruchliwa myśl wyraża się w swobodnej konstrukcji zdań, często podrzędnych, w skrótach imiesłowowych i dopowiedzeniach w nawiasach. Montaigne unika przesady, unika puent, neologizmów. Dąży do prostoty stylu, pisze: Obym mógł posługiwać się tylko słowami używanymi w halach paryskich.
Najbardziej charakterystyczną cechą stylu Montaigne’a jest obrazowość. Pisarz tworzy wypowiedź ze splotu obrazów albo przedłużając porównanie i wykorzystując wszystkie elementy jego drugiego członu, albo przerzuca się od obrazu do obrazu. Nadaje swojej swobodnej wypowiedzi pozór naturalności. Niedbałość jego stylu jest jednak zwodnicza. Dowodzą tego poprawki dokonane na marginesach kolejnych wydań dotyczące formy wypowiedzi. Montaigne dodaje obrazy, wyrażenia ludowe, antytezy, skreśla niepotrzebne lub powtarzające się słowa.

## Recepcja
Znaczenie Prób doceniono wkrótce po ich wydaniu. Jeszcze za życia Montaigne’a wydano je czterokrotnie. Później ich wpływ nie malał, może z wyjątkiem okresu 1669–1724. Zainteresowanie nimi poświadcza większość katalogów bibliotek prywatnych. Ze sformułowań pisarza korzystały kolejne pokolenia pisarzy poczynając od Mathurina Régniera. Z biegiem lat każdy wybierał z tej wielokształtnej książki to co mu odpowiadało, albo niepokoiło.
Współcześni i bezpośredni następcy Montaigne’a korzystali z jego dzieła w szerokim zakresie. Florimond de Raemond uważał go za mistrza filozofii stoickiej i chrześcijańskiej. Apologia Rajmunda Sebond stanowiła źródło argumentów w polemikach z protestantami i racjonalistami i lekturę fideistów głoszących za Montaigne’m, że rozum ludzki jest bezsilny, gdy idzie o osiągnięcie prawdy, jeśli nie jest wsparty wiarą oświeconą łaską Bożą. Z „chrześcijańskiego sceptycyzmu” autora czerpali Pierre Charron i w młodości biskup Jean-Pierre Camus. Czytał i cytował Montaigne’a Franciszek Salezy.
Po Salezym i Camusie przyszedł okres krytyki poglądów Montaigne’a ze stanowiska chrześcijańskiego. Bayle interpretuje stanowisko pisarza jako krytykę cudów w znaczeniu religijnym. Próby stają się ulubioną lekturą libertynów, takich jak Vauquelin des Yveteaux, Naudé, La Mothe Le Vayer, Guy Patin, Saint-Évremond, Ninon de Lenclos.
Pascal akceptuje Apologię i chętnie z niej korzysta, ale potępia moralność Montaigne’a. Dalsza recepcja dzieła Montaigne’a idzie w kierunku kwestionowania moralności. Surowo oceniają ją Nicole i Arnauld. Malebranche uważa za karygodną jego próżność. Bossuet, jeśli mówi o nim, to tylko krytycznie. W 1676 roku Próby zostają umieszczone na indeksie w związku z potępieniem fideizmu.
W XVIII wieku zaczytują się Próbami oświeceniowi literaci i włączają go do swej krucjaty przeciw zabobonom. J.-J. Rousseau zapożycza od autora O wychowaniu dzieci znaczną część swoich poglądów pedagogicznych, podobnie jak wcześniej John Locke. Chateaubriand umie wiele stron z Prób na pamięć, Saint-Beuve zachwyca się krytycyzmem Montaigne’a, choć jak na romantyka przystało przydaje mu grymas satanistycznego uśmiechu. Protestant Guillaume Guizot mówi o „duchu pogaństwa” w Próbach. Gwałtownie, choć z różnych pozycji atakują Montaigne’a Michelet i Veuillot. W XX wieku fascynuje się nim Gide.

## Podsumowanie
Zbigniew Gierczyński tak charakteryzuje Montaigne’a: Ideał starożytnej mądrości, rozpowszechniony przez humanizm w czasach Odrodzenia, znalazł swój najdoskonalszy wyraz w osobie i w dziele (...) Michała de Montaigne. Ten szlachcic żyjący na południu Francji, już za życia otoczony był sławą mędrca, nazywano go Talesem francuskim, rady jego zasięgali nawet królowie i używali go chętnie jako pośrednika w trudnych sprawach politycznych. Mógł on rzeczywiście robić wrażenie postaci wskrzeszonej z czasów starożytnych, gdy go odwiedzano w jego uczonej siedzibie, urządzonej w wieży zamkowej, gdzie otoczony książkami pędził czas na medytacji filozoficznej, na czytaniu i pisaniu.
W polskiej kulturze współczesnej jest obecny dzięki tłumaczeniu Boya-Żeleńskiego, a także książce Józefa Hena Ja, Michał z Montaigne...

## Ciekawostki
Jehanne de Mons, stryjeczna wnuczka Montaigne’a była żoną Pierre’a de Lancre’a – francuskiego prawnika i demonologa, który przeprowadził wiele procesów o czary w baskijskim Labourd. Tymczasem sam Montaigne niejednokrotnie wypowiadał się przeciwko prześladowaniu czarownic. W eseju O kulawych, wydanym w 1577 roku, pisał: aby zabijać ludzi, trzeba mieć na to oczywiste i jasne światło: życie nasze jest zbyt realną i istotną rzeczą, aby na nim szukać rękojmi takich nadnaturalnych i fantastycznych wydarzeń. I dalej: bądź co bądź bardzo wysoką cenę daje swoim przypuszczeniom, kto dla nich człowieka każe upiec żywcem.